# Kazuo Niibori
Kazuo Niibori nascido em 23 de Fevereiro de 1955, é um dublê e ator japonês conhecido também como "Red Guy", devido a seu trabalho como dublê dos personagens de vermelho dos Super Sentais. Atualmente trabalha com direção de ação no Red Entertainment Deliver, (Cuja sigla forma "RED") do qual é fundador.

## Início da carreira
O ator era membro da Escola Nippon Television Network e treinava cenas de luta e espada no Dojo Ono, que fornecia dublês para os estúdios da TOEI Company. Começou a carreira como o protagonista em Kamen Rider , cujo trabalho chamou atenção o suficiente para que prosseguisse trabalhando nas continuações, até  Kamen Rider Amazon.
Então, em 1975, na série que estreou o gênero Super Sentai  Himitsu Sentai Gorenger, Kazuo foi o primeiro de uma linhagem de 14 "vermelhos, terminando como Red Hawk, em Chôjin Sentai Jetman, em 1991.

## História nos sentais
No meio das gravações de Stronger, ele foi substituído por Tetsuya Nakayashiki para trabalhar em Goranger e começar a construir sua história no recém-fundado gênero Super Sentai ao vestir o primeiro traje vermelho da história do gênero. Atuou até 1991, em Jetman, e interpretou todos os líderes vermelhos deste período (inclusive os aclamados Change Dragon e Red Flash), época na qual foi substituído apenas quatro vezes:
- 1975 (em Goranger, Kenji Oba assumiu seu lugar como Akaranger do episódio 67 até o final)
- 1977 (enquanto Kazuo protagonizava o seriado Dai Tetsujin 17, o Spade Ace de JAKQ era interpretado por Yoshinori Okamoto e Junichi Haruta)
- 1981 (em Sun Vulcan, quando o personagem Vul Eagle 1 deixou a trama, o "Red Guy" deu lugar mais uma vez a Okamoto)
- 1982 (saiu por uns poucos episódios devido a um acidente grave ao interpretar o Goggle Red)

## Direção de ação e o Red Action Club
Em Zyuranger, série seguinte a Jetman, Niibori assumiu pela primeira vez a direção de ação em uma série. Em seu trabalho, inovou introduzindo cenas de luta nas cidades, acabando com a necessidade da famosa "Pedreira da Toei" (que era na verdade, um terreno em Saitama, que era emprestado por seu dono para as filmagens de muitas séries da empresa até então). Também dirigiu os takes de ação nos Metal Heroes Blue Swat e B-Fighter, em Power Rangers (versão inicial de Hollywood) e Voicelugger.
Além disso, o "Cara Vermelho" ao ver o fim do dojo onde começou a carreira, fundou a Red Action Club, da qual é diretor até hoje.

## Trabalhos recentes
Além de seu trabalho com o Red Action Club, Kazuo Niibori também coordena as cenas de luta dos "Korauken Super Sentai Stunt Shows", que apresentam os membros do seriado Super Sentai do ano. Em 2008, voltou a ativa mais uma vez, como o Kamen Rider Arc, de Kamen Rider Kiva.

## Currículo

### Como dublê
- Kamen Rider Amazon em 1974
- Kamen Rider Stronger em 1975
- Akaranger (Goranger) em 1975-1976
- Dai Tetsujin 17 em 1977
- Battle Japan (Battle Fever J) em 1979
- Kamen Rider (Sky-Rider) em 1979-1980
- Denji Red (Denjiman) em 1980
- Vul Eagle 1 (Sun Vulcan) em 1981
- Goggle Red (Goggle Five) em 1982
- Dyna Red (Dynaman) em 1983
- Red One (Bioman) em 1984
- Change Dragon (Changeman) em 1985
- Red Flash (Flashman) em 1986
- Red Mask (Maskman) em 1987
- Red Falcon (Liveman) em 1988
- Red Turbo (Turboranger) em 1989
- Five Red (Fiveman) em 1990
- Red Hawk (Jetman) em 1991
- Kamen Rider Arc (Kamen Rider Kiva) em 2008

### Como diretor de ação
- Zyuranger em 1992
- Power Rangers em 1993
- Blue Swat em 1994
- B-Fighter em 1995
- Voicelugger em 1999

### Como ator
Pontas em Goranger, Sun Vulcan, Changeman, Maskman, Jetman, Janperson, Voicelugger e Akibaranger.